# 10-я гвардейская воздушно-десантная дивизия

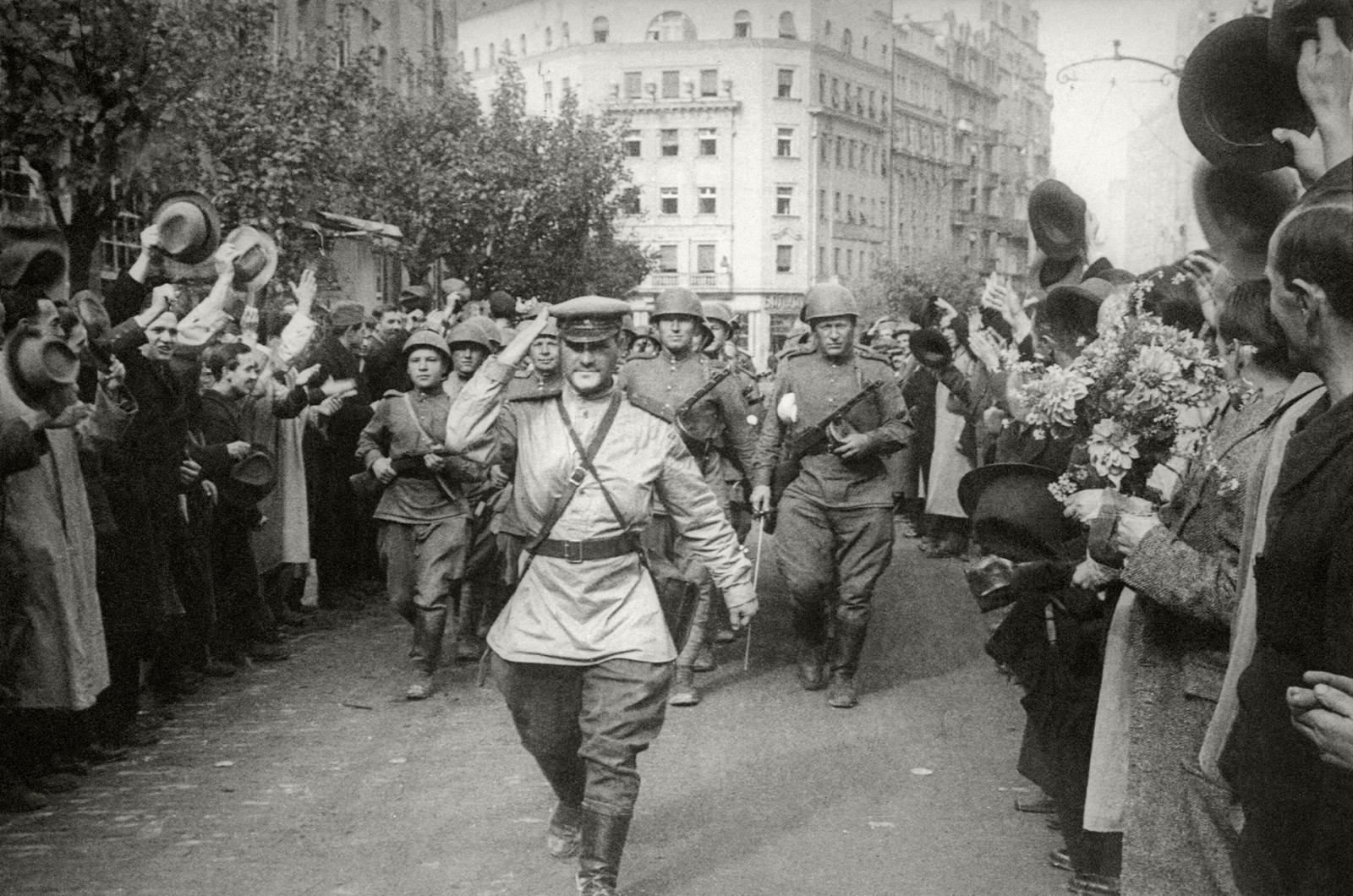
Белградцы приветствуют бойцов роты связи 30-го гвардейского воздушно-десантного стрелкового полка. Впереди идет командир роты гвардии старший лейтенант Дмитрий Иванович Кудашев. 30 октябрь 1944 г. Фото Е. Халдея.

10-я гвардейская воздушно-десантная Криворожская Краснознамённая ордена Суворова дивизия — воздушно-десантная дивизия, соединение Воздушно-десантных войск Советского Союза в годы Великой Отечественной войны.

## Периоды вхождения в состав действующей армии
- 12 февраля 1943 года — 28 августа 1943 года
- 7 сентября 1943 года — 9 мая 1945 года.[1]

## Боевой состав
- управление
- 19-й гвардейский воздушно-десантный стрелковый полк;
- 24-й гвардейский воздушно-десантный стрелковый полк;
- 30-й гвардейский воздушно-десантный стрелковый полк;
- 5-й гвардейский воздушно-десантный артиллерийский полк;
- 9-й отдельный гвардейский истребительный противотанковый дивизион;
- 11-я отдельная гвардейская воздушно-десантная разведывательная рота;
- 1-й отдельный гвардейский воздушно-десантный сапёрный батальон;
- 178-й отдельный гвардейский воздушно-десантный батальон связи (2-я отдельная гвардейская воздушно-десантная рота связи до 25 декабря 1944 года);
- 3-й отдельный медико-санитарный батальон;
- 6-я отдельная гвардейская рота химической защиты;
- 12-я автотранспортная рота;
- 4-я полевая хлебопекарня;
- 7-й дивизионный ветеринарный лазарет;
- 2636-я полевая почтовая станция;
- 1822-я полевая касса Государственного банка.[1]

## В составе
| Дата            | Фронт (округ)                               | Армия       | Корпус                             | Примечания |
| --------------- | ------------------------------------------- | ----------- | ---------------------------------- | ---------- |
| 08.12.1942 года | Резерв Ставки Верховного Главнокомандования | -           | -                                  | —          |
| 01.01.1943 года | Резерв Ставки Верховного Главнокомандования | -           | -                                  | —          |
| 01.02.1943 года | Резерв Ставки Верховного Главнокомандования | -           | -                                  | —          |
| 01.03.1943 года | Северо-Западный фронт                       | 68 армия    | -                                  | -          |
| 01.04.1943 года | Северо-Западный фронт                       | 68 армия    | -                                  | -          |
| 01.05.1943 года | Северо-Западный фронт                       | 68 армия    | -                                  | -          |
| 01.06.1943 года | Северо-Западный фронт                       | 34 армия    | 12-й гвардейский стрелковый корпус | -          |
| 01.07.1943 года | Северо-Западный фронт                       | 34 армия    | 12-й гвардейский стрелковый корпус | -          |
| 01.08.1943 года | Северо-Западный фронт                       | 34 армия    | 12-й гвардейский стрелковый корпус | -          |
| 01.09.1943 года | Резерв Ставки Верховного Главнокомандования | -           | 82-й стрелковый корпус             | -          |
| 01.10.1943 года | Степной фронт                               | 37 армия    | 82-й стрелковый корпус             | -          |
| 01.11.1943 года | 2-й Украинский фронт                        | 37 армия    | 82-й стрелковый корпус             | -          |
| 01.12.1943 года | 2-й Украинский фронт                        | 37 армия    | 82-й стрелковый корпус             | -          |
| 01.01.1944 года | 2-й Украинский фронт                        | 37 армия    | 82-й стрелковый корпус             | -          |
| 01.02.1944 года | 3-й Украинский фронт                        | 37 армия    | -                                  | -          |
| 01.03.1944 года | 3-й Украинский фронт                        | 37-я армия  | 82-й стрелковый корпус             | -          |
| 01.04.1944 года | 3-й Украинский фронт                        | 37-я армия  | 82-й стрелковый корпус             | -          |
| 01.05.1944 года | 3-й Украинский фронт                        | 37-я армия  | 57-й стрелковый корпус             | -          |
| 01.06.1944 года | 3-й Украинский фронт                        | 37-я армия  | 6-й гвардейский стрелковый корпус  | -          |
| 01.07.1944 года | 3-й Украинский фронт                        | 37-я армия  | 6-й гвардейский стрелковый корпус  | -          |
| 01.08.1944 года | 3-й Украинский фронт                        | 37-я армия  | -                                  |            |
| 01.09.1944 года | 3-й Украинский фронт                        | 37-я армия  | 6-й гвардейский стрелковый корпус  | -          |
| 01.10.1944 года | 3-й Украинский фронт                        | 37- я армия | 6-й гвардейский стрелковый корпус  | -          |
| 01.11.1944 года | 3-й Украинский фронт                        | 37-я армия  | 6-й гвардейский стрелковый корпус  | -          |
| 01.12.1944 года | 3-й Украинский фронт                        | 57-я армия  | 6-й гвардейский стрелковый корпус  | -          |
| 01.01.1945 года | 3-й Украинский фронт                        | 57-я армия  | 6-й гвардейский стрелковый корпус  | -          |
| 01.02.1945 года | 3-й Украинский фронт                        | 57-я армия  | 6-й гвардейский стрелковый корпус  | -          |
| 01.03.1945 года | 3-й Украинский фронт                        | 57-я армия  | 6-й гвардейский стрелковый корпус  | -          |
| 01.04.1945 года | 3-й Украинский фронт                        | 57-я армия  | 6-й гвардейский стрелковый корпус  | -          |
| 01.05.1945 года | 3-й Украинский фронт                        | 57-я армия  | 6-й гвардейский стрелковый корпус  | -          |

## Командование

### Командиры
- Иванов, Василий Поликарпович (8 декабря 1942 года — 23 декабря 1943 года), гвардии генерал-майор (с 14.02.1943 года);
- Микеладзе, Михаил Герасимович (24 января 1944 года — 5 апреля 1944 года), гвардии генерал-майор;
- Петрушин, Андрей Никитович (9 апреля 1944 года — 9 мая 1945 года), гвардии полковник, гвардии генерал-майор.

### Заместители командира
- Виндушев, Константин Николаевич (10 декабря 1942 года — 25 января 1943 года), гвардии полковник;
- Степанов, Сергей Прохорович (январь — июль 1943), подполковник[3];

## Награды
- Почетное звание  «Гвардейская» — присвоено приказом Народного комиссара обороны СССР при формировании.
- Почетное наименование «Криворожская» — присвоено приказом Верховного Главнокомандующего № 042 от 26 февраля 1944 года за отличия в боях при освобождении Кривого Рога.
- Орден Красного Знамени — награждена Указом Президиума Верховного Совета СССР от 12 апреля 1944 года за образцовое выполнение боевых заданий командования в боях с немецкими захватчиками за освобождение города Раздельная и проявленные при этом доблесть и мужество.[4]
- Орден Суворова II степени — награждена Указом Президиума Верховного Совета СССР от 7 сентября 1944 года за образцовое выполнение боевых заданий командования в боях с немецкими захватчиками при прорыве обороны противника южнее Бендеры, за овладение городом Кишинёв и проявленные при этом доблесть и мужество.[5]

Награды частей дивизии:
- 19-й гвардейский воздушно-десантный стрелковый ордена Кутузова[6] полк;
- 24-й гвардейский воздушно-десантный стрелковый ордена Кутузова[6] полк;

## Отличившиеся воины
Герои Советского Союза:
- Барабанов, Александр Кузьмич, гвардии ефрейтор, наводчик орудия 5 гвардейского воздушно-десантного артиллерийского полка. Указ Президиума Верховного Совета СССР от 20 декабря 1943 года;
- Веденьков, Валерий Леонидович, гвардии лейтенант, командир сапёрного взвода 1 отдельного гвардейского сапёрного воздушно-десантного батальона. Указ Президиума Верховного Совета СССР от 20 декабря 1943 года;
- Воронков, Иван Яковлевич, гвардии старший сержант, командир орудийного расчёта 5 гвардейского воздушно-десантного артиллерийского полка. Указ Президиума Верховного Совета СССР от 20 декабря 1943 года. Звание присвоено посмертно;
- Глебов, Георгий Ильич, гвардии капитан, командир дивизиона 5 гвардейского воздушно-десантного артиллерийского полка. Указ Президиума Верховного Совета СССР от 20 декабря 1943 года;
- Григорьян, Сергей Вартанович, гвардии лейтенант медицинской службы, командир санитарного взвода 19 гвардейского воздушно-десантного стрелкового полка. Указ Президиума Верховного Совета СССР от 20 декабря 1943 года. Звание присвоено посмертно;
- Гусев, Василий Сергеевич, гвардии старший лейтенант, партийный организатор 24 гвардейского воздушно-десантного стрелкового полка. Указ Президиума Верховного Совета СССР от 20 декабря 1943 года. Звание присвоено посмертно;
- Дайдоев, Иван Тимофеевич, гвардии старший лейтенант, командир батареи 5 гвардейского воздушно-десантного артиллерийского полка. Указ Президиума Верховного Совета СССР от 20 декабря 1943 года;
- Демченко, Фёдор Васильевич, гвардии старший лейтенант, командир миномётной батареи 30 гвардейского воздушно-десантного стрелкового полка. Указ Президиума Верховного Совета СССР от 20 декабря 1943 года;
- Денисов, Александр Макарович, гвардии младший лейтенант, комсомольский организатор батальона 24 гвардейского воздушно-десантного стрелкового полка. Указ Президиума Верховного Совета СССР от 20 декабря 1943 года. Звание присвоено посмертно;
- Дядицын, Даниил Степанович, гвардии лейтенант, командир огневого взвода противотанковой батареи 19 гвардейского воздушно-десантного стрелкового полка. Указ Президиума Верховного Совета СССР от 20 декабря 1943 года;
- Ершов, Павел Иванович, гвардии сержант, командир отделения роты противотанковых ружей 24 гвардейского воздушно-десантного стрелкового полка. Указ Президиума Верховного Совета СССР от 20 декабря 1943 года;
- Зонов, Николай Фёдорович, гвардии лейтенант, командир сапёрного взвода 1 отдельного гвардейского воздушно-десантного сапёрного батальона. Указ Президиума Верховного Совета СССР от 20 декабря 1943 года;
- Коротков, Константин Александрович, гвардии сержант, комсомольский организатор батальона 30 гвардейского воздушно-десантного стрелкового полка. Указ Президиума Верховного Совета СССР от 20 декабря 1943 года;
- Кузьменко, Григорий Павлович, гвардии сержант, командир орудийного расчёта 5-го гвардейского воздушно-десантного артиллерийского полка. Указ Президиума Верховного Совета СССР от 10 декабря 1943 года;
- Кузьмин, Михаил Михайлович, гвардии сержант, наводчик орудия 5-го гвардейского воздушно-десантного артиллерийского полка. Указ Президиума Верховного Совета СССР от 20 декабря 1943 года;
- Лебедев, Иван Данилович, гвардии капитан, заместитель командира дивизиона по политической части 5-го гвардейского воздушно-десантного артиллерийского полка. Указ Президиума Верховного Совета СССР от 20 декабря 1943 года;
- Лобырин, Николай Федотович, гвардии старший лейтенант, командир роты 30 гвардейского воздушно-десантного стрелкового полка. Указ Президиума Верховного Совета СССР от 20 декабря 1943 года;
- Малышев, Иван Афанасьевич, гвардии старший лейтенант, командир батальона 24 гвардейского воздушно-десантного стрелкового полка. Указ Президиума Верховного Совета СССР от 20 декабря 1943 года. Звание присвоено посмертно;
- Марицкий, Николай Васильевич, гвардии старший сержант, командир орудийного расчёта 9 отдельного гвардейского истребительно-противотанкового дивизиона. Указ Президиума Верховного Совета СССР от 20 декабря 1943 года. Звание присвоено посмертно;
- Маркин, Фёдор Дмитриевич, гвардии старший сержант, разведчик 24 гвардейского воздушно-десантного стрелкового полка. Указ Президиума Верховного Совета СССР от 13 сентября 1944 года;
- Мартусенко, Михаил Стефанович, гвардии майор, командир батальона 30 гвардейского воздушно-десантного стрелкового полка. Указ Президиума Верховного Совета СССР от 20 декабря 1943 года;
- Марфицин, Василий Викторович, гвардии лейтенант, командир роты противотанковых ружей 19 гвардейского воздушно-десантного стрелкового полка. Указ Президиума Верховного Совета СССР от 20 декабря 1943 года. Звание присвоено посмертно.
- Мирзаев, Тохтасин, гвардии рядовой, стрелок 30 гвардейского воздушно-десантного стрелкового полка. Указ Президиума Верховного Совета СССР от 20 декабря 1943 года;
- Наумов, Илья Егорович, гвардии старший лейтенант, командир сапёрного взвода 24 гвардейского воздушно-десантного стрелкового полка. Указ Президиума Верховного Совета СССР от 13 сентября 1944 года;
- Павловский, Алексей Андреевич, гвардии капитан, командир батальона 19 гвардейского воздушно-десантного стрелкового полка. Указ Президиума Верховного Совета СССР от 20 декабря 1943 года. Звание присвоено посмертно;
- Пашков, Алексей Фёдорович, гвардии сержант, командир орудийного расчёта 5 гвардейского воздушно-десантного артиллерийского полка. Указ Президиума Верховного Совета СССР от 20 декабря 1943 года;
- Поверенный, Александр Васильевич, гвардии сержант, наводчик орудия 5 гвардейского воздушно-десантного артиллерийского полка. Указ Президиума Верховного Совета СССР от 20 декабря 1943 года;
- Полищук, Иван Иванович, гвардии лейтенант, командир батареи 9 отдельного гвардейского истребительно-противотанкового дивизиона.
- Рукин, Игнат Трофимович, гвардии сержант, командир орудийного расчёта 5 гвардейского воздушно-десантного артиллерийского полка. Указ Президиума Верховного Совета СССР от 20 декабря 1943 года. Звание присвоено посмертно;
- Ручин, Александр Степанович, гвардии лейтенант, командир взвода пешей разведки 24 гвардейский воздушно-десантный стрелкового полка. Указ Президиума Верховного Совета СССР от 13 сентября 1944 года;
- Рюкин, Михаил Николаевич, гвардии капитан, агитатор 30 гвардейского воздушно-десантного стрелкового полка. Указ Президиума Верховного Совета СССР от 20 декабря 1943 года. Звание присвоено посмертно;
- Свинарь, Афанасий Игнатьевич, гвардии младший сержант, наводчик орудия 5 гвардейского воздушно-десантного артиллерийского полка. Указ Президиума Верховного Совета СССР от 20 декабря 1943 года.
- Сентюков, Николай Петрович, гвардии лейтенант, командир роты 19 гвардейского воздушно-десантного стрелкового полка. Указ Президиума Верховного Совета СССР от 20 декабря 1943 года. Звание присвоено посмертно.
- Середин, Фёдор Яковлевич, гвардии старший лейтенант, командир батальона 24 гвардейского воздушно-десантного стрелкового полка. Указ Президиума Верховного Совета СССР от 20 декабря 1943 года. Звание присвоено посмертно.
- Спикин, Пётр Кузьмич, гвардии старший лейтенант, командир дивизиона 5 гвардейского воздушно-десантного артиллерийского полка. Указ Президиума Верховного Совета СССР от 20 декабря 1943 года.
- Степанов, Алексей Сергеевич, гвардии майор, заместитель командира 24 гвардейского воздушно-десантного стрелкового полка. Указ Президиума Верховного Совета СССР от 20 декабря 1943 года. Звание присвоено посмертно.
- Стрекалов, Пётр Семёнович, гвардии старший сержант, командир миномётного отделения 30 гвардейского воздушно-десантного стрелкового полка. Указ Президиума Верховного Совета СССР от 20 декабря 1943 года.
- Суслов, Василий Афанасьевич, гвардии сержант, командир орудийного расчёта 5 гвардейского воздушно-десантного артиллерийского полка. Указ Президиума Верховного Совета СССР от 20 декабря 1943 года.
- Тюнин, Фёдор Михайлович, гвардии младший лейтенант, командир взвода роты противотанковых ружей 9-го гвардейского отдельного истребительно-противотанкового дивизиона. Указ Президиума Верховного Совета СССР от 20 декабря 1943 года.
- Уткин, Илья Ильич, гвардии старшина, командир взвода 45-мм пушек 24 гвардейского воздушно-десантного стрелкового полка. Указ Президиума Верховного Совета СССР от 20 декабря 1943 года.
- Хлебников, Михаил Андреевич, гвардии старший сержант, командир орудийного расчёта 5 гвардейского воздушно-десантного артиллерийского полка. Указ Президиума Верховного Совета СССР от 20 декабря 1943 года.
- Цибенко, Григорий Фёдорович, гвардии капитан, командир батальона 24 гвардейского воздушно-десантного стрелкового полка. Указ Президиума Верховного Совета СССР от 20 декабря 1943 года. Звание присвоено посмертно.

## Память
- В честь дивизии названа улица в Кривом Роге[8].